# Carex microstyla
Carex microstyla är en halvgräsart som beskrevs av Jacques Étienne Gay och Jean François Aimée Gottlieb Philippe Gaudin. Carex microstyla ingår i släktet starrar, och familjen halvgräs. Inga underarter finns listade i Catalogue of Life.